# Aérodrome de Nemba
L'aérodrome de Nemba est un aéroport au Rwanda.

## Situation
| \| 50 km1:5 340 000 \| Kigali Kamembe Bugesera Butare Gisenyi Nemba Ruhengeri |
| 50 km1:5 340 000                                                              |